# 제6회 베를린 국제 영화제
제6회 베를린 국제 영화제의 시상식에 관한 내용이다.

## 수상 및 후보

### 황금곰상
- 인버테이션 투 더 댄스 - 진 켈리 수상

### 은곰상:감독상
- 오텀 리브스 - 로버트 알드리치 수상

### 은곰상:여자연기자상
- Donatella - 엘사 마티넬리 수상

### 은곰상:남자연기자상
- 트래피즈 - 버트 랭커스터 수상

### 은곰상:예술공헌상
- La sorci?e - Andr 수상

### 황금곰상:명예황금곰상
- Paris la nuit - 자크 바라티어 수상